# Dennis Hall (Ringer)
Dennis Hall (* 5. Februar 1971) ist ein ehemaliger US-amerikanischer Ringer. Er war Weltmeister 1995 und Silbermedaillengewinner bei den Olympischen Spielen 1996 im griechisch-römischen Stil im Bantamgewicht.

## Werdegang
Dennis Hall wuchs in Plover (Wisconsin) auf und begann bereits im Alter von vier Jahren zusammen mit seinem Bruder mit dem Ringen. Später besuchte er die Hartford-Union-High-School und die University of Wisconsin, wo er diesen Sport weiter betrieb. Ende der 1980er Jahre errang er zwei Mal die Studentenmeisterschaft des Staates Wisconsin. Daneben rang er auch für die Mannschaft „Stevens Point“ und ging dann, als er bereits erste größere Erfolge zu verzeichnen hatte, zu einem der berühmtesten US-amerikanischen Ringerclubs, den „Sunkist Kids“ in Phoenix. Dort wurde er von dem ehemaligen Weltmeister Steve Fraser, der dort als Trainer arbeitete, zu einem Weltklasseringer im griechisch-römischen Stil herangebildet.
1992 gewann Dennis zum ersten Mal die USA-Meisterschaft im Bantamgewicht. Diesen Titel gewann er bis zum Jahr 2001 insgesamt zehnmal in Folge. Seine internationale Ringerkarriere begann 1990 mit einem 4. Platz bei einem Weltcup-Turnier in Göteborg. 1992 qualifizierte sich Dennis als Sieger der US-Trials für die Olympischen Spiele in Barcelona. In Barcelona kam er als Neuling auf der internationalen Ringermatte noch nicht voll zum Zuge und musste sich mit dem 8. Platz begnügen.
Viel besser lief es für ihn schon bei der Weltmeisterschaft 1994 in Tampere, als er hinter Juri Melnichenko aus Kasachstan u. Alexander Ignatenko aus Russland im Bantamgewicht den 3. Platz belegte. Bei der Weltmeisterschaft 1995 in Prag konnte Dennis den Spieß umdrehen und vor diesen Ringern den WM-Titel gewinnen. Es war der größte Erfolg in seiner Laufbahn.
Bei den Olympischen Spielen 1996 in Atlanta stand er dann im Bantamgewicht im Finale wieder seinem alten Rivalen Juri Melnichenko gegenüber. Trotz der lautstarken Unterstützung des amerikanischen Publikums für Dennis Hall siegte Melnichenko knapp nach Punkten und überließ Dennis nur die Silbermedaille.
Dennis Hall beteiligte sich auch in den nächsten Jahren an den Weltmeisterschaften. 1997 erreichte er einen passablen 6. Platz, aber in den Jahren 1998 und 1999 schied er früh aus und konnte keine Spitzenplätze mehr belegen. Im Jahr 2000 konnte er sich nicht für die amerikanische Mannschaft für die Olympischen Spiele in Sydney qualifizieren. Dies gelang ihm aber noch einmal 2004 in der neu geschaffenen Klasse bis 55 kg Körpergewicht. In Athen siegte er im ersten Kampf gegen Peter Svehla aus Tschechien, schied aber dann mit einer Niederlage in der 2. Runde gegen Aleksy Wakulenko aus der Ukraine aus und belegte den 14. Platz.
Danach beendete Dennis Hall seine internationale Ringerlaufbahn. Er gründete eine Firma, die Ringer-Camps für Jugendliche und Clubs veranstaltet, und engagiert sich besonders in der Jugendarbeit. Er ist auch Trainer von Max Emiliano Nowry.

## Internationale Erfolge
(OS = Olympische Spiele, WM = Weltmeisterschaft, GR = griechisch-römischer Stil, Fl = Fliegengewicht, Ba = Bantamgewicht bis 55/57/58 kg Körpergewicht)
- 1990, 4. Platz, World Cup in Göteborg, GR, Ba, hinter Pierre Dikanda, Schweden, Sergaj Bulanow, UdSSR u. Amadonys Gonzalez Labrada, Kuba u. vor Mohammad Solih, Iran;
- 1991, 6. Platz, Junioren-WM, GR, Ba, hinter Juri Melnichenko, UdSSR, Constantin Dodita, Rumänien, Cho Sang-Sun, Korea, Muharem Guveran, Türkei u. Jerzy Szeibinger, Polen;
- 1992, 8. Platz, OS in Barcelona, GR, Ba, Sieger: An Han-bong, Korea vor Rıfat Yıldız, Deutschland u. Sheng Zetiang, VR China;
- 1993, 1. Platz, Großer Preis von Polen in Warschau, GR, Ba, vor Georgi Sakaniec, Belarus, Ralph Zentgraf, Deutschland u. Stanislaw Pawlowski, Polen;
- 1994, 3. Platz, Turnier in Concord/USA, GR, Fe, hinter Juan Luis Marén, Kuba u. Mxitar Manukian, Armenien u. vor Jim Grünwald, USA u. Thierry Gastien, Frankreich;
- 1994, 3. Platz, WM in Tampere, GR, Ba, hinter Juri Melnichenko u. Alexander Ignatenko, Russland u. vor Mikael Lindgren, Schweden, Şeref Eroğlu, Türkei u. Vilayet Agajew, Aserbaidschan;
- 1995, 1. Platz, Pan American Games in Mar del Plata, GR, Ba, vor William Lara Diaz, Kuba u. Armando Fernandez Garcia, Mexiko;
- 1995, 1. Platz, WM in Prag, GR, Ba, vor Juri Melnichenko, Alexander Ignatenko, Dimitris Jioldsian, Griechenland, Ruslam Schakimow, Ukraine u. An Han-Bong, Korea;
- 1996, Silbermedaille, OS in Atlanta, GR, Ba, hinter Juri Melnichenko u. vor Sheng Zetiang, Ruslam Schakimow, Rifat Yildiz u. Luis Sarmiento Hernandez, Kuba;
- 1997, 6. Platz, WM in Breslau, GR, Ba, hinter Juri Melnichenko, Rafik Simonjan, Russland, Armen Nasarjan, Bulgarien, Vilayet Agejew u. Aristidis Rubenjan, Griechenland;
- 1998, 20. Platz, WM in Gävle, GR, Ba, Sieger: Kim In-Sub, Korea vor Sheng Zetiang, Armen Nazarian u. Juri Melnichenko;
- 1999, 1. Platz, Pan American Games in Winnipeg, GR, Ba, vor Roberto Monzon Gonzalez, Kuba u. Sydney Guzman Villacosta, Peru;
- 1999, 28. Platz, WM in Athen, GR, Ba, Sieger: Kim In-Sub vor Juri Melnichenko u. Armen Nazarian;
- 2000, 2. Platz, Olympia-Qualifik..-Turnier in Colorado Springs, GR, Ba, hinter Rifat Yildiz u. vor Ali Askhani Agboloag, Iran;
- 2000, 1. Platz, Pan American Championships in Cali, GR, Ba, vor Roberto Monzon Gonzalez u. Jairo Alvarado, Venezuela;
- 2004, 1. Platz, "Nikola-Petrow"-Turnier in Sofia, GR, Ba, vor Alfred Ter-Mkrtchyan, Deutschland u. Nurbakyt Tengizbajew, Kasachstan;
- 2004, 14. Platz, OS in Athen, GR, Ba, Sieger: István Majoros, Ungarn vor Geidar Mamedalijew, Russland u. Artiom Kiourengian, Griechenland